# Phương trình Friedmann

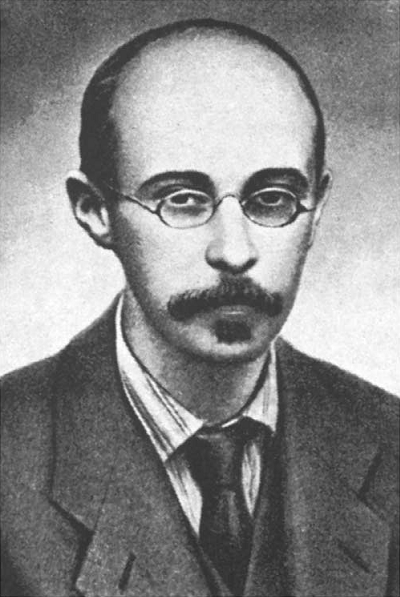
Alexander Friedmann

Phương trình Friedmann là một tập hợp các phương trình trong vũ trụ học vật lý miêu tả sự mở rộng của vũ trụ trong các mô hình đồng nhất và đẳng hướng của vũ trụ của lý thuyết tương đối tổng quát. Các phương trình này được tìm ra bởi Alexander Friedmann vào năm 1922 xuất phát từ phương trình trường Einstein của trường hấp dẫn cho mêtric Friedmann–Lemaître–Robertson–Walker và một chất lỏng lý tưởng có mật độ {\displaystyle \rho } và áp suất {\displaystyle p}. Các phương trình cho độ cong không gian âm sau đó đã được Friedmann tìm ra vào năm 1924.

## Giả sử
Các phương trình Friedmann bắt đầu với việc đơn giản hóa các giả sử vũ trụ là một không gian đồng nhất và đẳng hướng, hay dựa trên nguyên lý vũ trụ học. Về mặt thực tiễn, nguyên lý vụ trụ học trở lên đúng trên phạm vi khoảng cách lớn hơn ~100 Mpc. Từ giả sử không gian vũ trụ là đồng nhất và đẳng hướng cho phép rút ra mêtric của vũ trụ phải có dạng:
{\displaystyle ds^{2}=a(t)^{2}\,ds_{3}^{2}-c^{2}\,dt^{2}}
trong đó {\displaystyle ds_{3}^{2}} là một mêtric của không gian 3 chiều thuộc một trong ba trường hợp: (a) không gian phẳng, (b) mặt cầu với độ cong dương không đổi hoặc (c) một không gian hypebol với độ cong âm không đổi. Tham số {\displaystyle k} (hay độ cong Gauss) thảo luận bên dưới nhận các giá trị 0, 1, −1 tương ứng cho ba trường hợp này. Đó là điều cho phép dể có thể đề cập đến hệ số giãn nở (scale factor) {\displaystyle a(t)} một cách hợp lý.
Phương trình trường Einstein liên hệ sự tiến hóa của hệ số giãn nở với áp suất và năng lượng của vật chất trong vũ trụ. Từ mêtric Friedmann–Lemaître–Robertson–Walker, chúng ta tính toán ký hiệu Christoffel và sau đó là tensor Ricci. Với vật chất có tính chất như một chất lỏng lý tưởng, chúng ta thay thế chúng vào phương trình trường Einstein và thu được các phương trình Friedmann.

## Các phương trình
Có hai phương trình Friedmann độc lập cho mô hình vũ trụ đẳng hướng và đồng nhất. Phương trình đầu tiên là:
{\displaystyle {\frac {{\dot {a}}^{2}+kc^{2}}{a^{2}}}={\frac {8\pi G\rho +\Lambda c^{2}}{3}}}
được rút ra từ thành phần 00 trong phương trình trường Einstein. Phương trình thứ hai là:
{\displaystyle {\frac {\ddot {a}}{a}}=-{\frac {4\pi G}{3}}\left(\rho +{\frac {3p}{c^{2}}}\right)+{\frac {\Lambda c^{2}}{3}}}
được rút ra từ phương trình thứ nhất cùng với vết của phương trình trường Einstein.  {\displaystyle a} là hệ số giãn nở (scale factor), {\displaystyle H\equiv {\frac {\dot {a}}{a}}} là tham số Hubble. G, Λ, và c là các hằng số phổ quát (G là hằng số hấp dẫn Newton, Λ là hằng số vũ trụ học, và c là tốc độ ánh sáng trong chân không). k trở thành một hằng số trong mỗi họ nghiệm, nhưng thay đổi giá trị giữa các họ nghiệm khác nhau. {\displaystyle a}, H, ρ, và p là những hàm theo biến số thời gian. ρ, và p tương ứng là mật độ và áp suất của vật chất.  {\displaystyle k \over a^{2}} là độ cong không gian tại một nhát cát thời gian bất kỳ của vũ trụ; nó xấp xỉ bằng một phần sáu độ cong vô hướng Ricci R vì {\displaystyle R={\frac {6}{c^{2}a^{2}}}({\ddot {a}}a+{\dot {a}}^{2}+kc^{2})} trong phương trình Friedmann. Chúng ta thấy rằng trong các phương trình Friedmann, a(t) chỉ phụ thuộc vào ρ, p,  Λ, và độ cong nội tại k. Nó không phụ thuộc vào hệ tọa độ được chọn cho nhát cắt không gian. Thường có hai lựa chọn cho {\displaystyle a} và k mà miêu tả cùng một tính chất vật lý:
- k = +1, 0 hoặc −1 phụ thuộc vào hình dạng của vũ trụ tương ứng là một mặt cầu đóng 3 chiều nhúng trong không thời gian 4 chiều, không gian phẳng (như không gian Euclide) hoặc mặt cầu hypeboloid mở 3 chiều nhúng trong không thời gian 4 chiều.[3] Nếu k = +1, thì {\displaystyle a} là bán kính của độ cong của vũ trụ. Nếu k = 0, thì {\displaystyle a} nhận giá trị dương bất kỳ ở một thời điểm cụ thể. Nếu k = −1, thì có thể coi một cách sơ bộ rằng {\displaystyle i}·{\displaystyle a} là bán kính của độ cong của vũ trụ.
- {\displaystyle a} là hệ số giãn nở nhận giá trị 1 ở thời điểm hiện tại. {\displaystyle k} là độ cong không gian khi {\displaystyle a=1} (tức ở thời điểm hiện tại). Nếu hình dạng của vũ trụ là một siêu cầu và {\displaystyle R_{t}} là bán kính độ cong ({\displaystyle R_{0}} trong thời điểm hiện tại), thì {\displaystyle a=R_{t}/R_{0}}. Nếu {\displaystyle k} có giá trị dương, thì vũ trụ là một siêu mặt cầu. Nếu {\displaystyle k} bằng 0, thì vũ trụ là một không gian phẳng. Nếu {\displaystyle k} có giá trị âm, thì vũ trụ có hình dạng giống không gian hypebolic.

Sử dụng phương trình đầu tiên, phương trình thứ hai có thể viết lại thành 
{\displaystyle {\dot {\rho }}=-3H\left(\rho +{\frac {p}{c^{2}}}\right),}
ở đây đã triệt tiêu {\displaystyle \Lambda } và biểu diễn cho định luật bảo toàn năng lượng-khối lượng {\displaystyle T^{\alpha \beta }{}_{;\beta }\,=0}.
Các phương trình này đôi khi được làm đơn giản hơn bằng cách thay thế
{\displaystyle \rho \rightarrow \rho -{\frac {\Lambda c^{2}}{8\pi G}}}
{\displaystyle p\rightarrow p+{\frac {\Lambda c^{4}}{8\pi G}}}
cho:
{\displaystyle H^{2}=\left({\frac {\dot {a}}{a}}\right)^{2}={\frac {8\pi G}{3}}\rho -{\frac {kc^{2}}{a^{2}}}}
{\displaystyle {\dot {H}}+H^{2}={\frac {\ddot {a}}{a}}=-{\frac {4\pi G}{3}}\left(\rho +{\frac {3p}{c^{2}}}\right).}
Dạng đơn giản của phương trình thứ hai là bất biến dưới phép biến đổi này.
Tham số Hubble có thể thay đổi theo thời gian nếu các phần khác của phương trình phụ thuộc thời gian (đặc biệt là các tham số mật độ khối lượng, năng lượng chân không hoặc độ cong không gian). Xác định tham số Hubble ở thời điểm hiện tại thu được hằng số Hubble là hằng số tỷ lệ trong định luật Hubble. Áp dụng cho một chất lỏng với điều kiện đầu của phương trình trạng thái, phương trình trạng thái Friedmann miêu tả hình học và sự tiến hóa theo thời gian của vũ trụ như là một hàm của mật độ chất lỏng.
Một số nhà vũ trụ học đã gọi phương trình thứ hai là phương trình gia tốc Friedmann và giữ thuật ngữ phương trình Friedmann cho phương trình đầu tiên.